# 서일 (노비)
서일(徐日, 1651년 ~ ?) 또는 서일이(徐日伊)는 조선 후기의 인물로 노비에서 속량되어 평민이 되었다. 그는 자신의 아들들을 1717년(숙종 43년) 먼저 노비에서 평민으로 속량시키고, 자신은 나중에 노비에서 속량되었다. 경상남도 단성현 법물야면 이교리의 달성 서씨 혹은 대구 서씨는 그의 일족들이었고, 집성촌을 이루게 되었다. 그가 아들들을 먼저 평민으로 속량시키고, 자신도 평민이 된 것은 고려대학교 사학과 교수 권내현의 연구 결과에 의해 밝혀졌다. 그러나 서일이 어떤 이유로, 언제 노비에서 석방되었는지 여부와, 양반 또는 평민이었을 서일이의 고조부 서국량(徐國良)의 아버지와 선조들은 누구인지 알려지지 않았다. 경기도 용인 출신.

## 생애
본명은 일이(日伊)로, 그는 경기도 용인 출신으로 용인에 사는 이원기(李元起) 소유의 노비였다. 1678년의 노비호 가운데에는 용인에 거주하는 이원기(李元起)의 소유 사노 서일(徐日)이 존재한다. 그는 1717년 호적에 서일선(徐日先)의 아버지로 등장하는 사노 일이(日伊)와 동일 인물이다.
그는 노비의 신분이었지만 태어날 때 이미 서씨 성과 대구 또는 달성의 본관이 있었다. 호적에서 서일이와 서일이의 아들 서일선은 대구 서씨와 달성 서씨를 병용해서 썼다. 서일의 아버지 실이(實伊)와 할아버지 후양(厚陽)은 1717년의 호적에는 정병으로 올라가 있고, 외할아버지는 경주이씨 이남(李男)이라 한다. 그의 가계 중 확인되는 인물은 그의 고조부 서국량(徐國良)이었다. 서국량의 생전 신분은 알 수 없다. 그의 고조부 서국량은 이미 달성 서씨 혹은 대구 서씨의 본관과 성을 가지고 있었는데, 서국량은 달성 서씨 혹은 대구 서씨인 양반 또는 평민 아버지를 두었지만 어떤 이유에서였는지 속량되지 못하고, 자신의 어머니의 신분을 따라 노비가 되었다. 서국량의 후손들 역시 노비 신분이었다. 서국량의 아버지와 선조는 누군지 알려져 있지 않다.
그가 어떤 이유로 경상남도 단성현 법물야면 이교리(梨橋里)에 있는, 멀리 떨어진 주인의 월경지를 경작하게 되었는지, 어떤 이유로 평민이 되었는지는 알려져 있지 않다.
그는 먼저 자신의 아들들을 평민으로 속량시켰다. 1717년(숙종 43년) 서일의 아들 서일선은 노비에서 해방, 평민 신분을 획득한다. 1717년 당시 아들 서일선은 금위군 병사가 된다. 당시 서일이의 처는 이미 사망한 상태이고, 아들 서일선과 며느리 봉대(鳳臺), 아들 세발(世發)은 모두 평민 신분이었고 세발은 순영(巡營)의 수철장(水鐵匠)이었다. 그러나 1717년 당시까지도 서일 본인은 이원기의 노비 신세였다. 서일은 그 뒤에 노비에서 평민으로 속량되었는데, 속량된 이유는 알려져 있지 않다. 이후의 행적은 미상이다.
어떤 이유로 그와 그의 후손들이 단성현 법물야면을 떠나지 않았는지는 알려지지 않았다. 이후 서일의 조카들 역시 단성현으로 이주해 왔고, 단성현 법물야면에는, 그의 후손들, 서국량의 후손들이 집성촌을 형성하며 살았다.

## 기타
인근 법물야면 갈전의 진주 강씨는 호적에 등장하는 인물을 기준으로 할 때 강문이(姜文伊)로부터 시작하는 가계의 남성 구성원이 141명, 강남이(姜南伊)의 가계 60명, 강천귀(姜千貴) 가계 29명으로 진주 강씨 가계였다. 이들은 후대의 족보에서 진주 강씨 특정 계파에 속하는 것으로 수록되었지만 실제 어떤 촌수인지 혈연적 연관성은 확인하기 어렵다.
법물야면 갈전리의 진주 강씨들은 동성동본 결혼을 했다. 진주 강씨 역시 17세기는 물론 18세기 전반에도 법물야면 갈전리의 진주강씨 호적에는 동성동본혼이 일부 남아 있었다 17~19세기 호적에서 갈전의 진주 강씨 남성 구성원의 배우자 가운데 성씨가 확인되는 인물은 모두 184명이었다. 이 가운데 같은 진주 강씨는 모두 7명이었다. 권내현 교수는 진주 강씨 배우자는 이들 외에 더 늘어날 수 있다고 본다.
1678년(숙종 4년) 병영(兵營)의 장인(匠人) 강귀산(姜貴山)의 처는 강소사(姜召史)인데 이때에는 본관이 기재되지 않았다. 그러다가 1717년 강귀산이 납속직으로 추정되는 로 직역이 절충장군 중추부사(折衝將軍中樞府事)의 관직을 얻었을 때, 강귀산의 부인 강소사의 본관은 광주로 기재되었다.
그러나 강귀산의 부인 강소사의 호적을 통해 가계를 추적해 본 결과 진주 강씨로 연결되고 있었다. 그녀의 아버지, 할아버지, 증조는 각각 강내인(姜乃仁), 강금이(姜金伊), 강실이(姜實伊)인데 이들은 법물야면 갈전리의 또 다른 진주 강씨인 강남이(姜南伊) 가계에 속하는 인물들이다. 고려대학교 사학과 교수 권내현은 진주강씨 강귀산의 처 진주강씨 부인의 본관 오타에 대해, 그녀의 본관을 광주로 표기한 것은 실수이거나 의도적인 조작일 수 있다고 보았다. 1678년(숙종 4년) 장인이었던 강연문(姜軟文)의 부인도 진주 강씨였다. 그런데 강연문도 나중에 양반이 되고 1717년 절충장군 중추부사의 관직을 받자마자, 그 이후의 호적에서 강연문의 부인은 본관이 진주 강씨에서 경주로 바뀌었다.
그에 반해 1717년 이후 단성현 법물야면 이교리 일대에 집성촌을 형성한 달성 서씨 혹은 대구 서씨들은 서일이와 서국량의 가계였다. 1717년 이후의 호적에 등장하는 달성 서씨도 거의 대부분은 서국량의 후손들이었다 따라서 이교의 달성 서씨는 갈전의 진주 강씨와는 달리 동일한 선조의 후손이라는 혈연의식은 보다 더 강하였다. 인근 지역에는 서일선의 친 사촌형제들과 후손들이 있었다. 서일이의 자손들은 서일이의 자녀들 대에 노비에서 평민으로 신분이 상승되었지만, 같은 조상의 후손이라는 혈연의식이 강해 동성동본 결혼은 19세기까지는 나타나지 않았다.

## 같이 보기
- 수봉
- 임복
- 외거 노비

## 참고 자료
- 권내현, 〈조선후기 평민 동성촌락의 성장〉, 고려대학교 민족문화연구원, 《민족문화연구 제52호 (2010.06.30)》 (고려대학교 민족문화연구원, 2010)